# Elaeagnus oldhamii
Elaeagnus oldhamii är en havtornsväxtart som beskrevs av Carl Maximowicz. Elaeagnus oldhamii ingår i släktet silverbuskar, och familjen havtornsväxter.

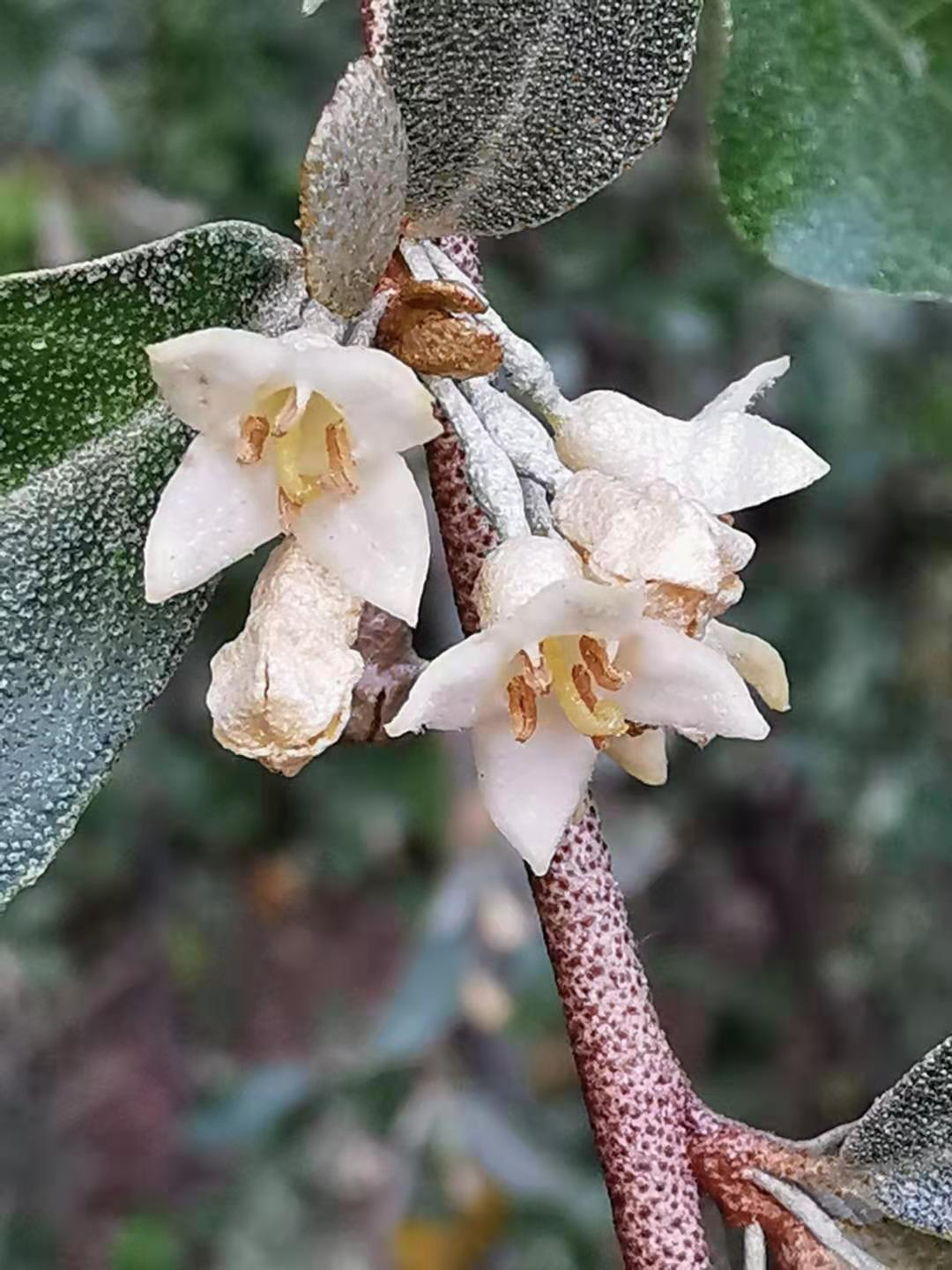
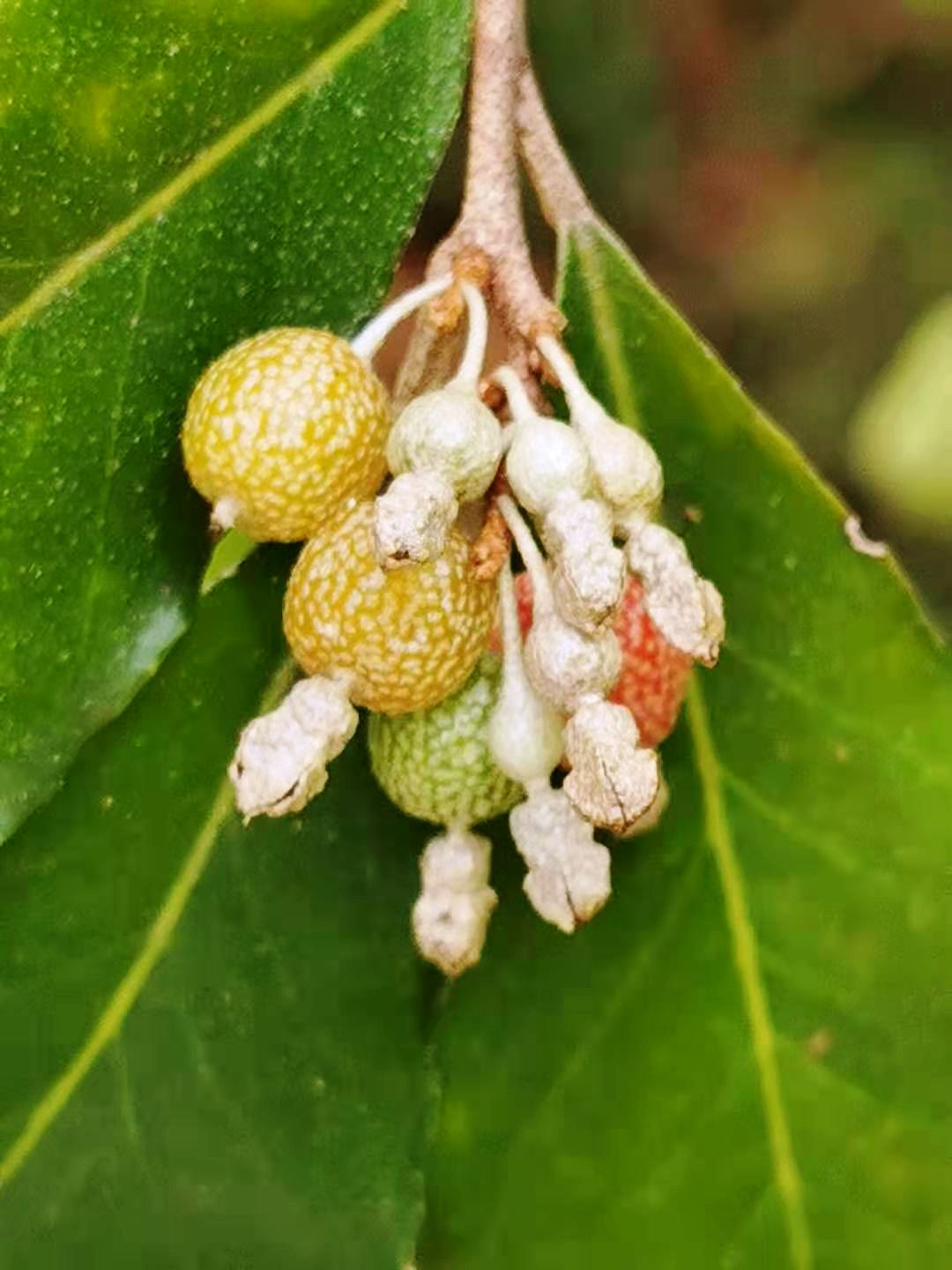
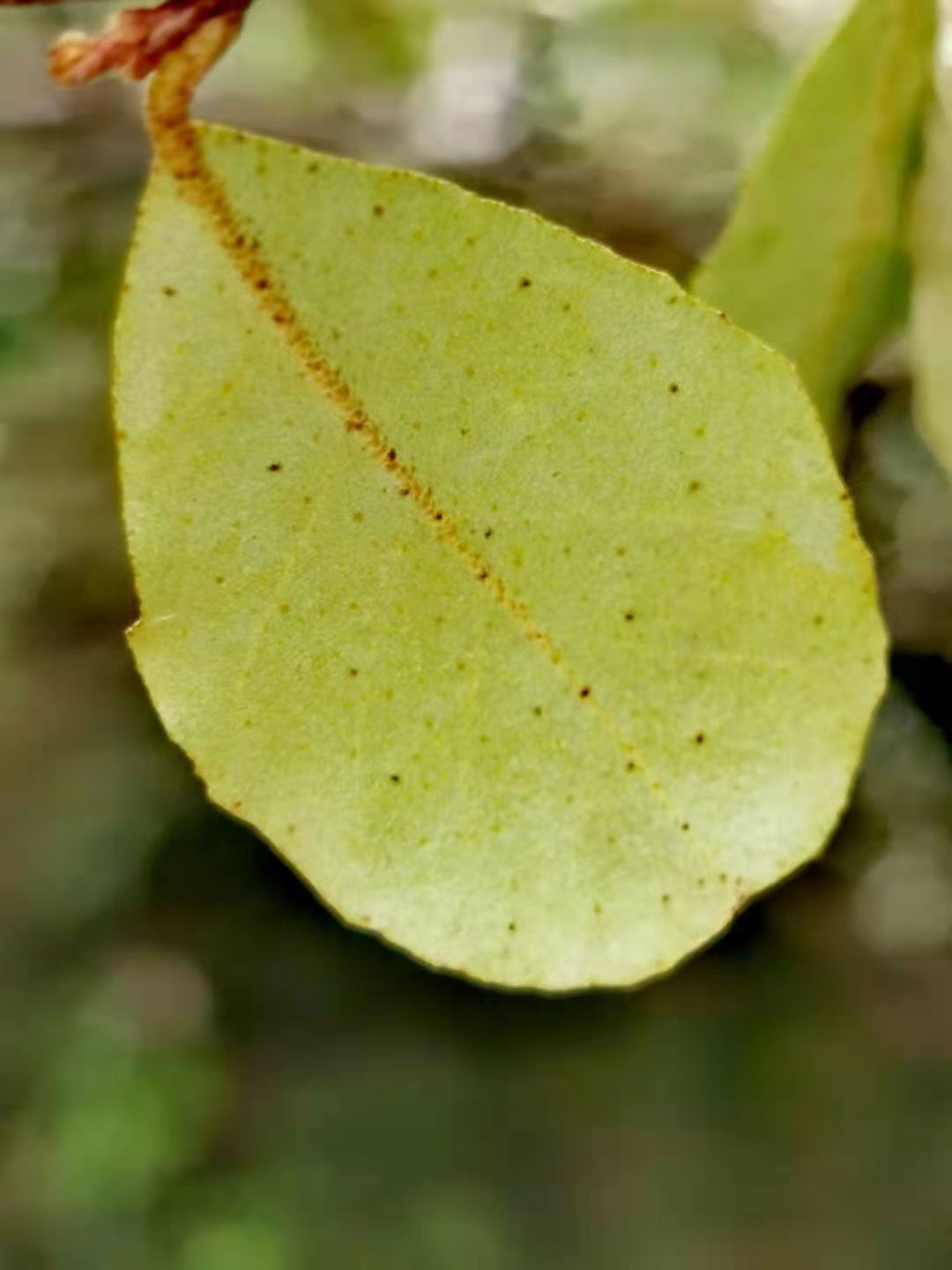
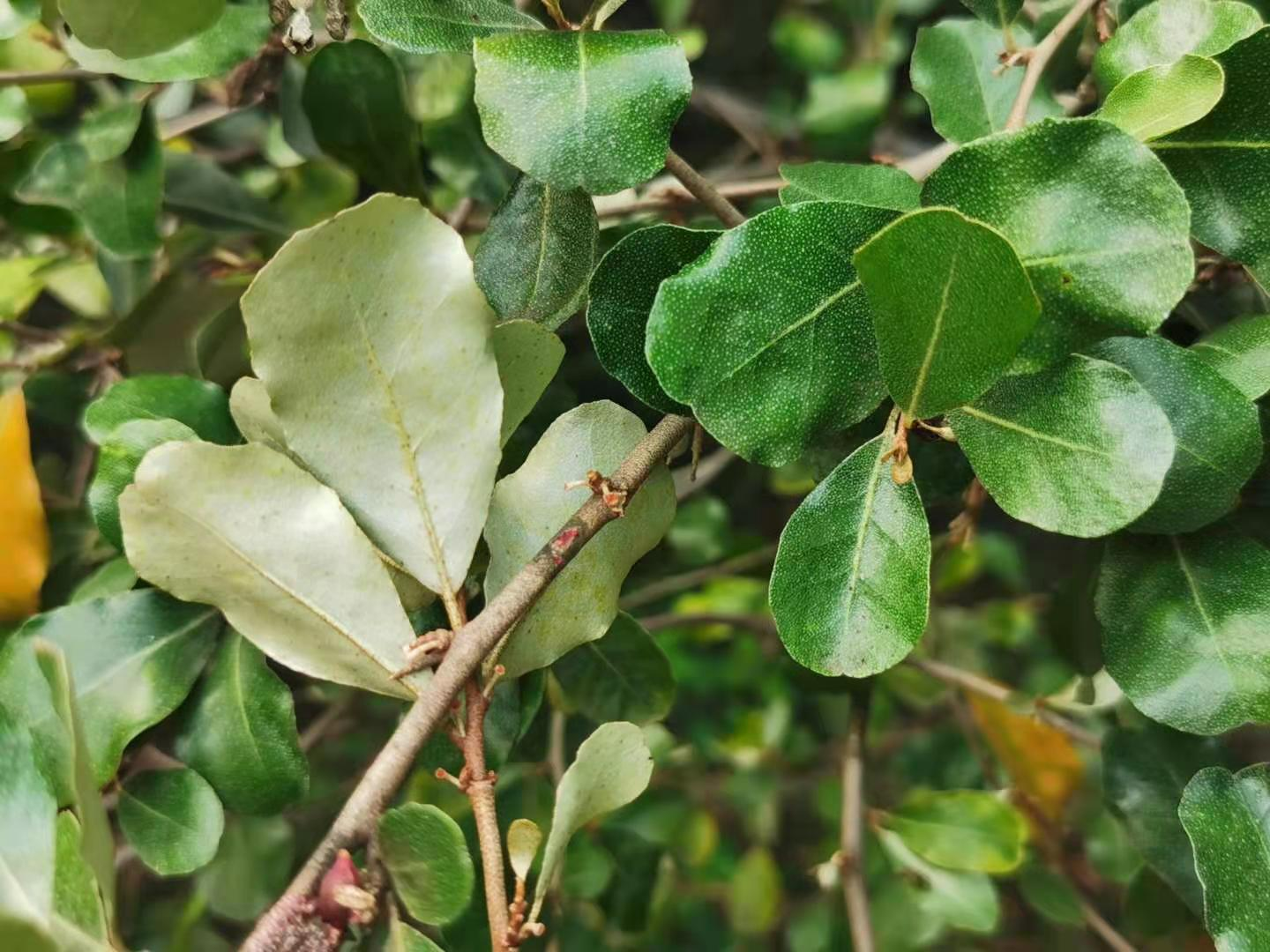
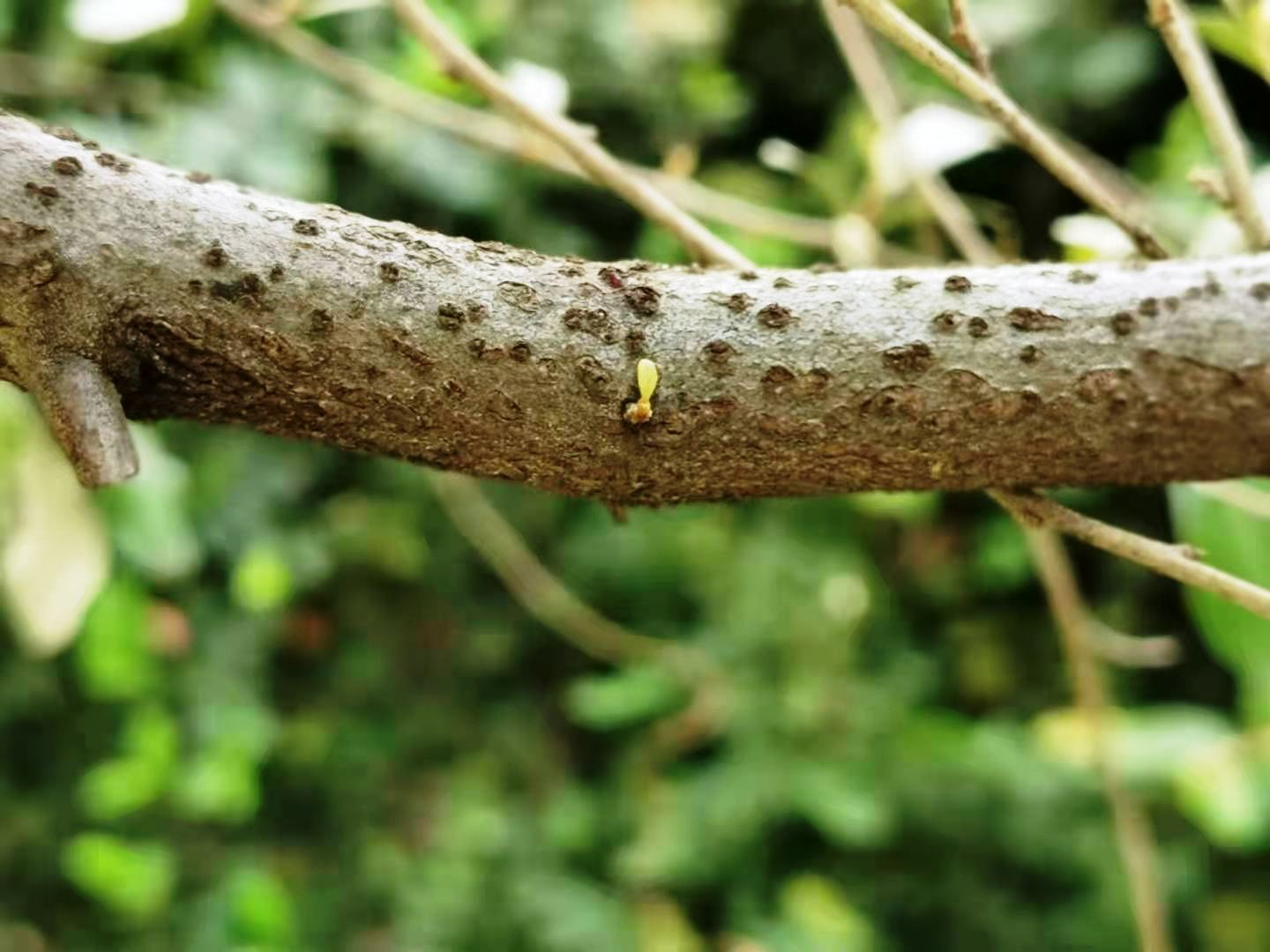
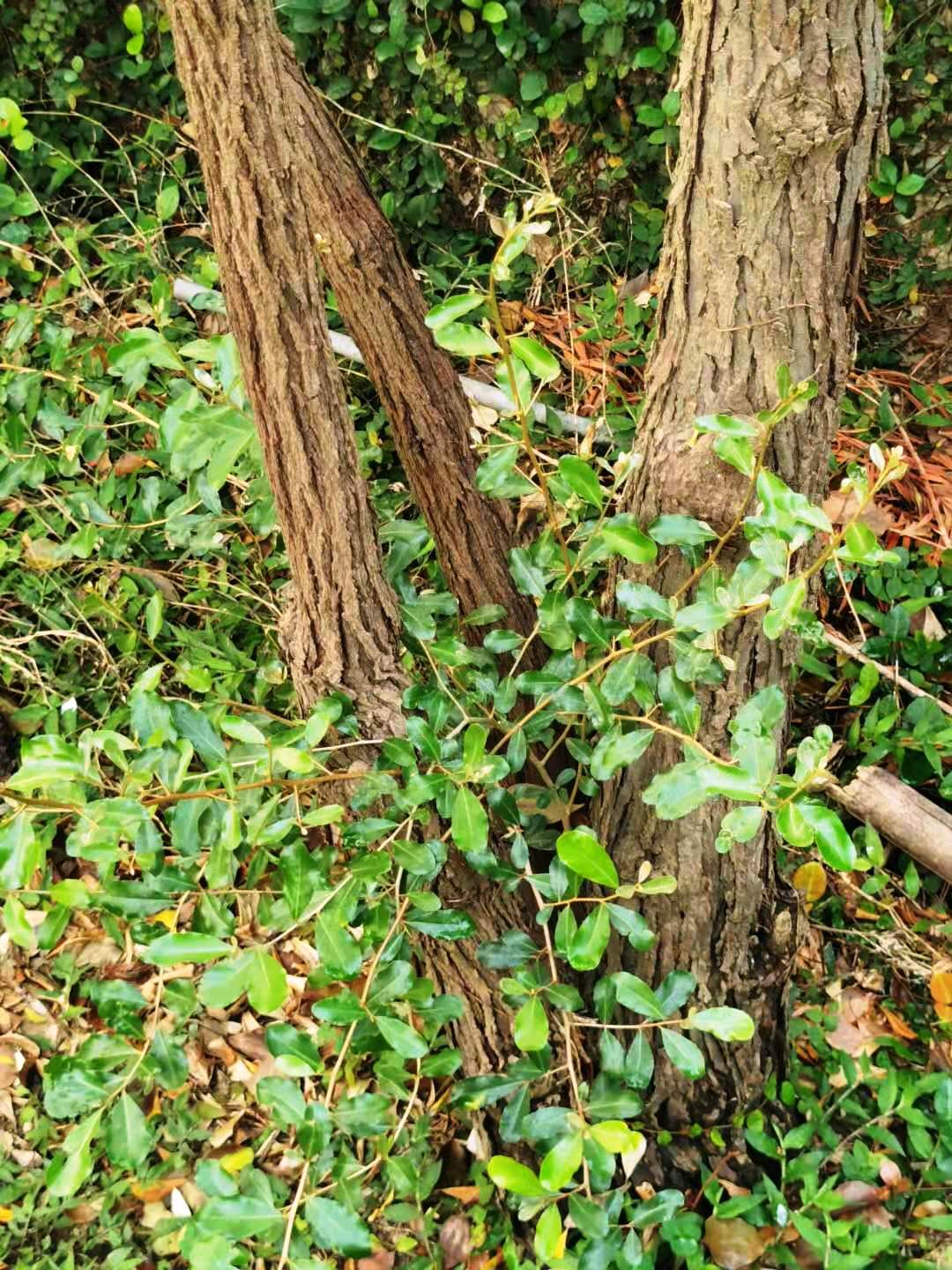
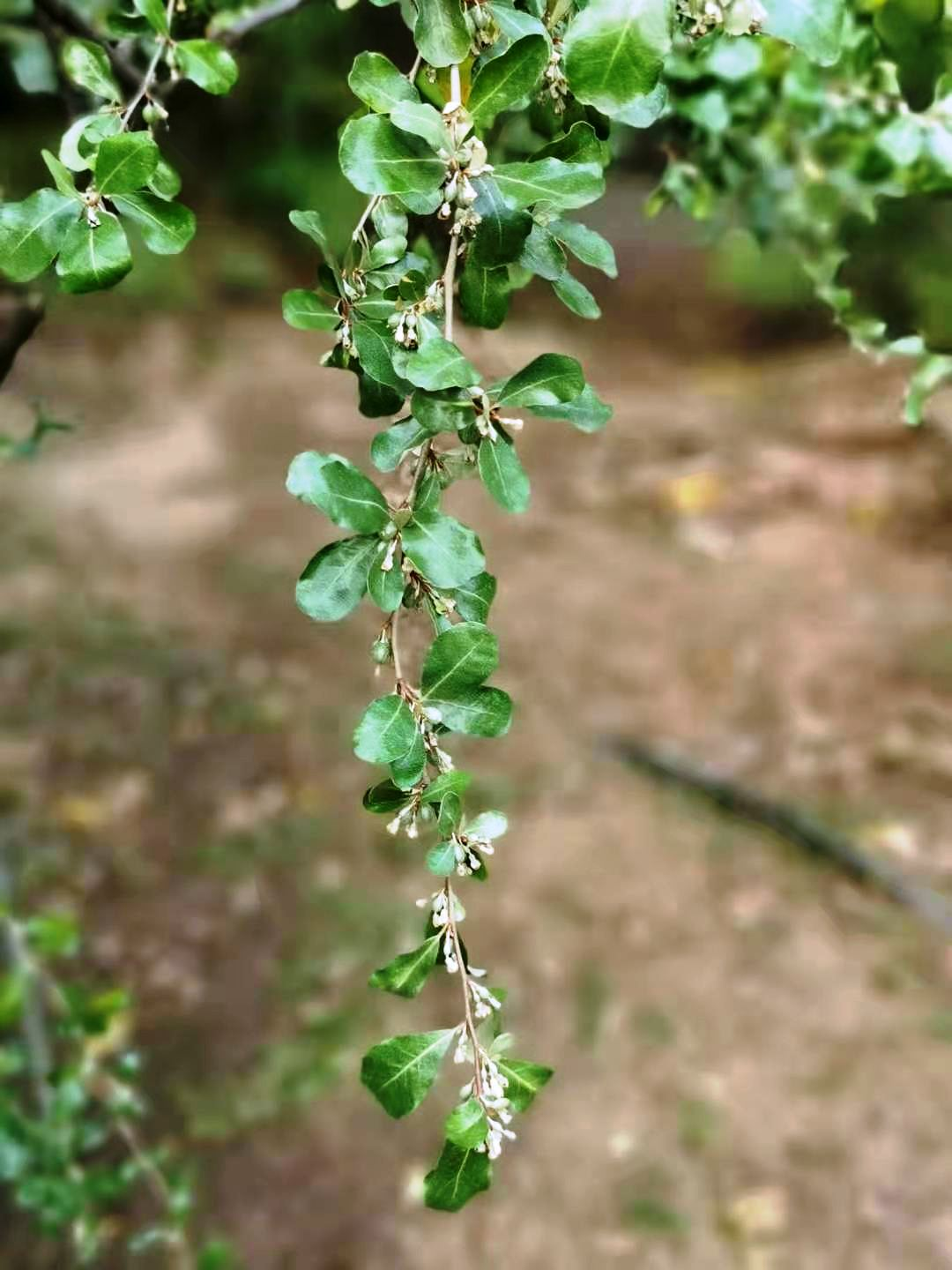
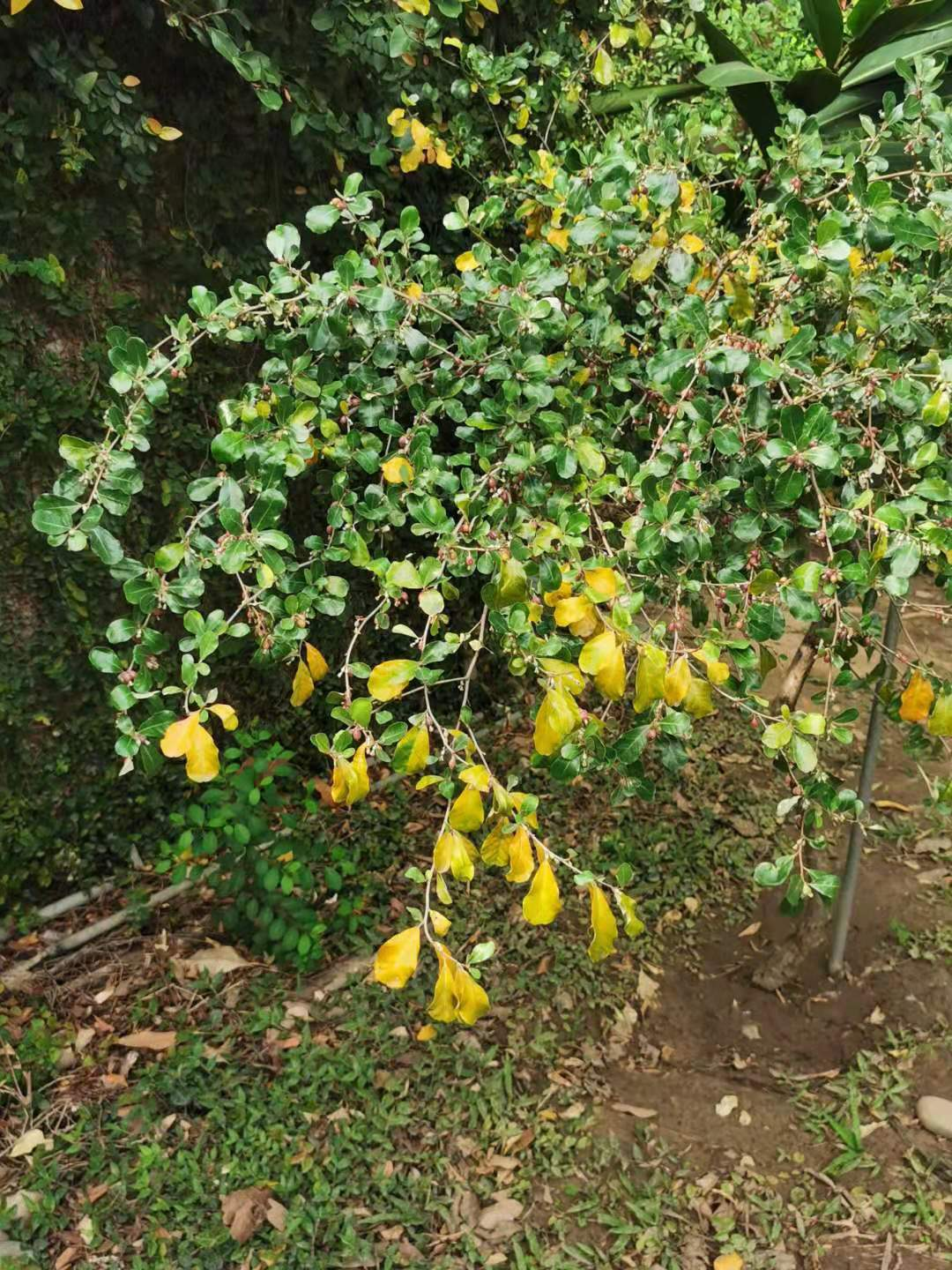
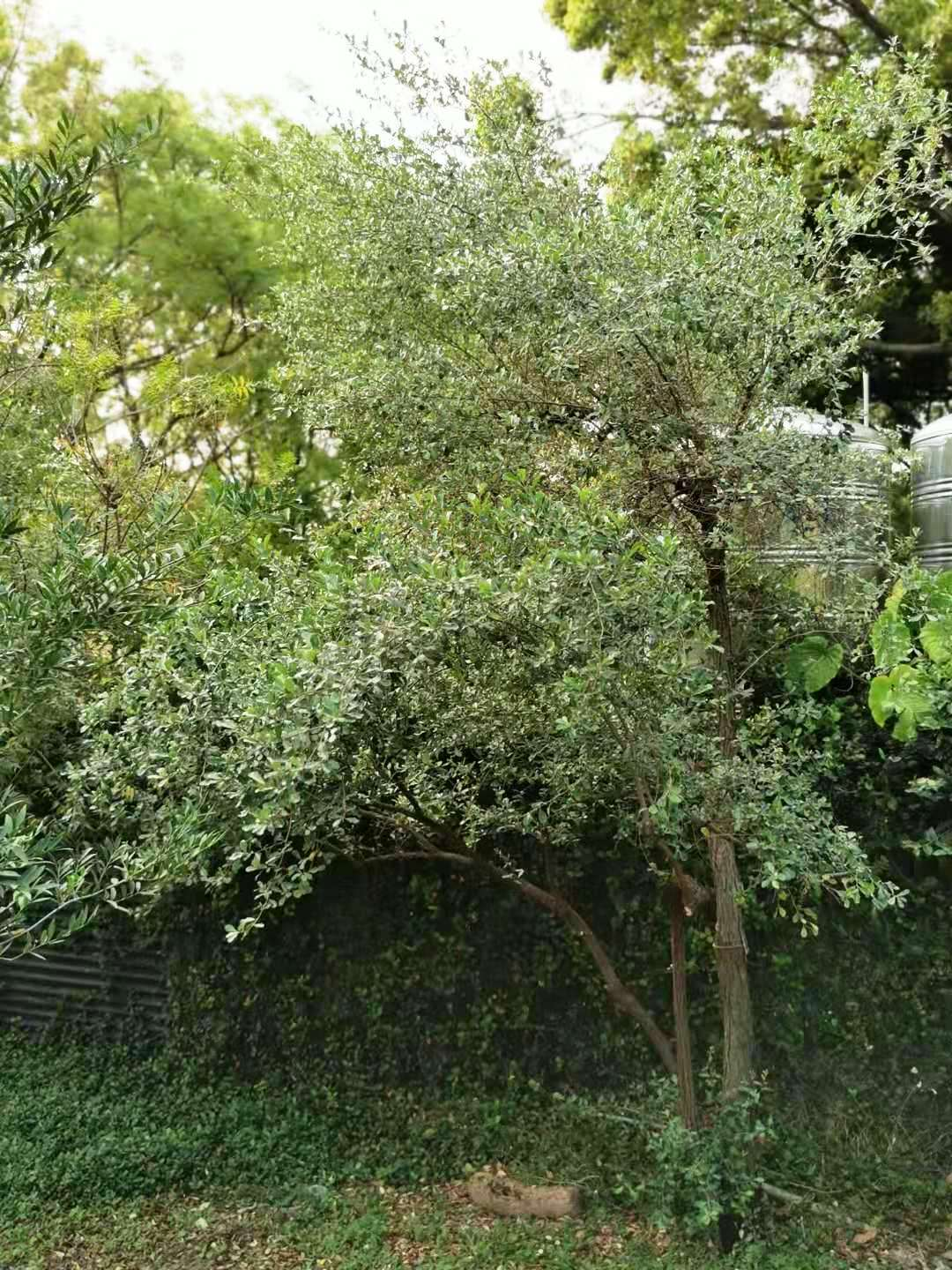

## Underarter
Arten delas in i följande underarter:
- E. o. nakaii
- E. o. obovata